# Dwayne Wayans
Dwayne Wayans, född 20 juli 1956, är en amerikansk författare och kompositör av filmmusik. Han är medlem av familjen Wayans.